# آلفا آکادمی تان
الفا اکادمی تان (به انگلیسی: Alpha Academy Thane) یک منطقهٔ مسکونی در هند است که در مهاراشترا واقع شده‌است.